# Achroblatta luteola
Achroblatta luteola är en kackerlacksart som först beskrevs av Blanchard 1843.  Achroblatta luteola ingår i släktet Achroblatta och familjen jättekackerlackor. Inga underarter finns listade i Catalogue of Life.